# Ophiomyia vitiosa
Ophiomyia vitiosa este o specie de muște din genul Ophiomyia, familia Agromyzidae, descrisă de Spencer în anul 1964.
Este endemică în Austria. Conform Catalogue of Life specia Ophiomyia vitiosa nu are subspecii cunoscute.